# Trichostylum peculiaris
Trichostylum peculiaris är en tvåvingeart som beskrevs av Malloch 1930. Trichostylum peculiaris ingår i släktet Trichostylum och familjen parasitflugor. Inga underarter finns listade i Catalogue of Life.